# Nikolai Borissowitsch Jussupow

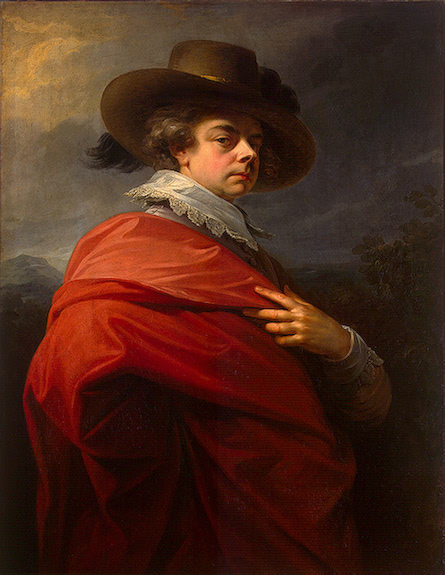
Fürst Nikolai Jussupow. Ein Porträt (1783) von Heinrich Friedrich Füger

Nikolai Borissowitsch Jussupow (russisch Никола́й Бори́сович Юсу́пов, wiss. Transliteration Nikolaj Borisovič Jusupov; * 26. Oktober 1750; † 15. Juli 1831 in Archangelskoje bei Moskau) war ein russischer Fürst (Knjas) und Staatsmann, der auch als Kunstsammler und -mäzen Bekanntheit erlangte.

## Leben
Nikolai Jussupow war der älteste Sohn des Fürsten und Moskauer Gouverneurs Boris Grigorjewitsch Jussupow. Er beherrschte schon in den Jugendjahren fünf Fremdsprachen und begann seine Karriere im Staatsdienst um 1783 als Diplomat. In dieser Funktion war Nikolai Jussupow, der zeit seines Lebens auch eine Begeisterung für Kunst hatte, unter anderem russischer Gesandter in Italien. Dort gelang es ihm, bei Papst Pius VI. eine Genehmigung für den Nachbau der Raffael-Loggias für die Sankt Petersburger Eremitage zu bekommen. Ab 1788 war Jussupow Mitglied des Kaiserlich-Russischen Regierenden Senats und ab 1796 wirklicher Staatsrat.
Von 1810 bis zu seinem Tod war Jussupow Besitzer des Landgutes Archangelskoje nordwestlich von Moskau nahe der heutigen Stadt Krasnogorsk. Dort stellte er die von ihm gesammelten Kunststücke aus, insgesamt waren allein über 600 Gemälde in Jussupows Besitz. Jussupow galt im frühen 19. Jahrhundert als einer der reichsten Bürger Russlands und war auch mit mehreren namhaften Künstlern befreundet, darunter mit dem Dichter Alexander Puschkin, welcher ihm sogar ein Gedicht widmete. Gerüchten zufolge hatte Jussupow auch eine Liebesbeziehung zu der Zarin Katharina II.
Das Landgut Archangelskoje, das aufgrund des unter Jussupow vorgenommenen klassizistisch-prunkvollen Umbaus mitunter als „das Moskauer Versailles“ bezeichnet wurde, ist bis heute erhalten und wird als Museum geführt. Große Teile der Bestände aus Jussupows Kunstsammlung sind heute in den bekanntesten Kunstmuseen Russlands ausgestellt (darunter in der Petersburger Eremitage sowie im Moskauer Puschkin-Museum).

## Familie

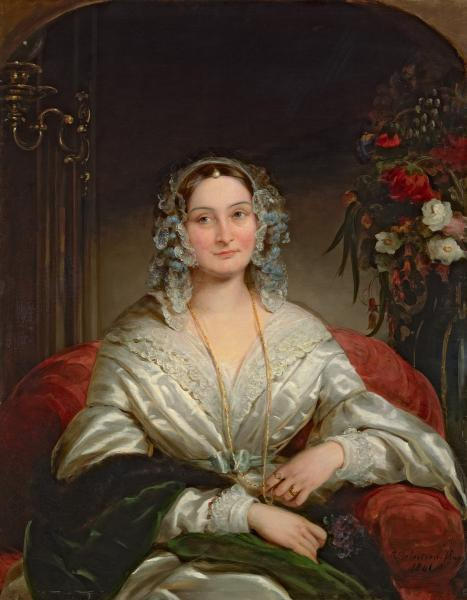
Tatjana Wassiljewna Jussupowa

Nikolai Borissowitsch Jussupow war verheiratet mit Tatjana Wassiljewna geb. Baronesse von Engelhardt (1769–1841), der Witwe des russischen Generalleutnants Michail Sergejewitsch Potjomkin. 
- Jekaterina Michailowna Ribeaupierre (1788–1872), Stieftochter
- Boris Nikolajewitsch Jussupow (1794–1849), Sohn